# Seňa
Seňa – wieś (obec) na Słowacji położona w kraju koszyckim, w powiecie Koszyce-okolice. Pierwsze wzmianki o miejscowości pochodzą z roku 1249. 
Według danych z dnia 31 grudnia 2012, wieś zamieszkiwało 2110 osób, w tym 1017 kobiet i 1093 mężczyzn.
W 2001 roku rozkład populacji względem narodowości i przynależności etnicznej wyglądał następująco:
- Słowacy – 87,28%
- Czesi – 0,38%
- Romowie – 0,67%
- Węgrzy – 10,94%

Ze względu na wyznawaną religię struktura mieszkańców kształtowała się w 2001 roku następująco:
- Katolicy rzymscy – 71,31%
- Grekokatolicy – 5,57%
- Ewangelicy – 0,58%
- Prawosławni – 0,14%
- Ateiści – 4,51%
- Nie podano – 1,92%